# SLC17A8
SLC17A8‏ (Solute carrier family 17 member 8) هوَ بروتين يُشَفر بواسطة جين SLC17A8 في الإنسان.

## الوظيفة
يُشفِّر هذا الجين ناقلًا حويصليًا للغلوتامات. ينقل البروتين المُشفَّر الناقل العصبي الغلوتامات إلى حويصلات مشبكية قبل إطلاقه في الشق المشبكي.

## الأهمية السريرية
الطفرات في هذا الجين هي السبب في الصمم غير المتلازمي السائد من النوع 25 (DFNA25).